# Ifrane Atlas Saghir
Ne pas confondre avec Ifrane, qui est une autre commune marocaine.
 (janvier 2013).
Si vous disposez d'ouvrages ou d'articles de référence ou si vous connaissez des sites web de qualité traitant du thème abordé ici, merci de compléter l'article en donnant les références utiles à sa vérifiabilité et en les liant à la section « Notes et références ».
Ifrane Atlas Saghir, aussi appelée Ifrane Anti-Atlas, Ifrane de l'Anti-Atlas, Ifrane du Souss ou juste Ifrane, est une commune rurale de la province de Guelmim, dans la région de Guelmim-Oued Noun, au sud du Maroc, près de la ville de Bouizakarne. Elle a pour chef-lieu un village du même nom. 

## Population et subdivision
La commune comportait 11 962 habitants lors du recensement de 2004 et est constituée de six tribus Chleuhs (ensemble de villages sans vrai lien de filiation), à savoir Assaka, Agoumad, Idaouchkera, Amsra, Rba n'Tuzzunt et Tankert. Les ksours d'Ifrane se divisent en quatre groupements principaux :
- Tankert (établi depuis environ 800 ans)
- Amesra (400 ans)
- Ida ou Chekra (300 ans)
- Igherm Igouzoulene / Ait Rba'a Touzoumte (700 ans)

## Histoire
Très ancienne ville bâtie par les Berbères Chleuhs, Ifrane est mentionnée par différents auteurs médiévaux tels qu'Al Bakri et Ibn Khaldoun, qui la qualifient de "bourgade". Marmol (XVIe siècle) décrit un marché se tenant toutes les semaines dans les quatre ksours, où les tribus Ilalen et les Zenaga (tribus berbères sahariennes au sud du Oued Noun) viennent y acheter toutes les choses dont elles ont besoin. En raison de cette activité commerciale, les habitants d'Ifrane disposent de quelques ressources et vivent relativement bien, bien qu'ils manquent souvent de blé. Dans l'une des quatre cités se trouve une belle mosquée où se réunissent des lettrés et des juristes, car les habitants d'Ifrane se gouvernent avec une certaine raison et police (D.J. Meunier, 1982).
Le village a traversé des milliers d’années d’histoire, avec des nécropoles et des grottes encore inexplorées. À part Amsra et Agoumad, tous les villages sont bâtis autour d'Asif n'Ifrane. Ifrane a joui d'une grande réputation comme centre d'études, surtout pour ses écoles coraniques. Parmi les lettrés célèbres formés à Ifrane, on peut citer l'auteur du Nozhet-el hādi bi akhbar moulouk el-Karn el-Hadi, Mohammad al-Ifrani, qui a laissé la citation suivante :
« L’ignorance de l’histoire nuit et la connaissance en est utile. Et c’est une erreur de la considérer, ainsi qu’on l’a fait, comme une science sans utilité et dont l’ignorance ne nuit pas. Considérez ce qui est arrivé à notre époque (vers 1698-99). » (Le Chatelier, 1891).
Les principales activités économiques de la commune sont le commerce et l'agriculture, en particulier la culture des oliviers et des dattes. Ifrane possède également une prestigieuse école coranique, réputée pour son niveau académique dans l'étude approfondie de l'arabe et de la théologie musulmane. Cette école est célèbre pour avoir accueilli Mohamed Mokhtar Soussi pendant quatre années d'études.

## Personnalités liées à Ifrane Atlas Saghir
- Caïd Mohamed Bouhou
- Mustapha Hadji
- Youssouf Hadji
- Abdellah Baha
- Raïs Mohamed Saïd Lahoulf